# ناوایالاتنا
ناوایالاتنا (به لاتین: Nawayalatenna) یک منطقهٔ مسکونی در سری‌لانکا است که در استان مرکزی (سری‌لانکا) واقع شده‌است.